# Foix János navarrai királyi herceg
Foix János (1450 után – Étampes, 1500. november 5.), franciául: Jean de Foix(-Grailly), occitánul: Joan de Fois, baszkul: Joanes Foixkoa, spanyolul: Juan de Foix (Fox), olaszul: Giovanni di Foix (Fuxa), navarrai királyi herceg, navarrai trónkövetelő, Narbonne algrófja, Étampes és Pardiac grófja. Foix Germána aragón királyné apja, II. Ferdinánd aragóniai király unokaöccse és kései apósa. XII. Lajos francia király sógora. Candale-i Anna magyar királyné és Bretagne-i Anna francia királyné nagybátyja. A Foix (-Grailly)-ház tagja.

## Élete
Apja IV. Gaston, Foix grófja, édesanyja I. Eleonóra navarrai királynő, II. Ferdinánd aragóniai király féltestvére volt. Anyjának, I. Eleonórának a trónra lépte (1479. január 19.) nyitott utat 1479-ben a Foix grófi ház felemelkedésének, hiszen I. Eleonóra királlyá koronázásával (1479. január 28.) a gyerekei navarrai királyi hercegek és hercegnők (vagy más néven infánsok és infánsnők) lettek, míg addig csak a grófi címet viselték apjuk, IV. Gaston, Foix grófja után. Foix János is ekkortól lett navarrai királyi herceg, és a 4. helyen állt a trónöröklési sorban anyja, I. Eleonóra királynő trónra léptekor. A Navarrai Királyságban, az egyetlen baszk alapítású államban, a hagyományos matriarchátus továbbélésének tekinthető, hogy a nőknek kitüntetett szerep jutott, és hogy nem tekintették tragédiának, ha egy nő foglalta el a trónt. Egy hónappal később, anyja halálakor (1479. február 12.) és idősebb bátyjának, Gaston vianai hercegnek az 1470-ben bekövetkezett halála miatt az elhunyt bátyja fiának, az ő unokaöccsének, a szintén a Foix-Grailly-házból származó Ferenc Phoebus hercegnek a trónra léptével már a 3. helyre került, de Ferenc király halála (1483. január 30.) után 1483-ban, unokahúgának, I. Katalinnak a trónra kerülését vitatta, bár ekkor is csak a 2. helyen állt, hiszen megelőzte ifjabb bátyja, Foix Péter bíboros.
1479-ben a kiskorú unokaöccse, I. Ferenc Phoebus navarrai király nevében régenstanács vette át Navarra kormányzását, amelynek Péter bíboros is tagja lett a sógornőjével, a kis király édesanyjával, Valois Magdolnával együtt. Foix Péter bíboros, aki az unokaöccse mögött az első helyen állt a trónöröklésben, és így idősebb öccsét, Jánost is megelőzte a sorban, a hagyományos trónöröklést támogatta, amely szerint a nők akkor is örökölhetik a trónt, ha van más férfi tagja a dinasztiának. Eszerint egy az elsőszülöttség rangjában előbbre sorolt férfi leszármazott, azaz Gaston vianai herceg lánya, nevezetesen Katalin elsőbbséget élvez az elsőszülöttség szerint hátrébb sorolt herceggel, azaz Gaston vianai herceg középső öccsével, János herceggel szemben. Péter bíboros ezért az unokaöccse halála után 1483-ban az elhunyt király húgát, Katalint támogatta a saját öccse, I. Eleonóra harmadszülöttje, János herceg ellenében, főleg, hogy Péter bíboros a másodszülött volt, és megelőzte trónkövetelő öccsét a trónöröklés sorában, még ha Péter herceg bíboros volt, és így törvényes utódai nem lehettek.
János azonban vitatta a nők trónöröklési jogát a férfiakkal szemben, így önmagát tekintette Navarra jogos királyának 1483-ban, unokahúga trónra léptekor, ezért a királyságban egészen 1494-ig, I. Katalin királynő pamplonai megkoronázásáig (1494. január 12.) polgárháború dúlt. János végül 1497. szeptember 7-én Tarbes-ban, Bigorre Grófság székhelyén, amely szintén a Foix-ház birtokában volt, megegyezett unokahúgával, Katalin királynővel, és 4000 fontnyi évjáradékért elismerte unokahúga uralmát.
1476-ban feleségül vette Valois Mária orléans-i hercegnőt, I. Károly orléans-i hercegnek és Mária klevei hercegnőnek, Klevei Ágnes navarrai királyné húgának a lányát, valamint XII. Lajos francia király nővérét. Házasságukból két gyermek született. Lánya Germána (1488/90/92–1538), akinek az első férje János nagybátyja, az anyjának, I. Eleonóra navarrai királynőnek a féltestvére, a Jánossal egykorú II. Ferdinánd aragóniai király (1452–1516) lett. Ferdinánd navarrai infáns is volt, de a Navarrai Királyság II. János navarrai és aragón király első felesége, I. Blanka navarrai királynő jogán öröklődött, és mivel Ferdinánd II. Jánosnak csak a második házasságból származott, így elvileg nem volt jogosult a navarrai trónra. Ezért 1479-ben apja halála után Navarrát Ferdinánd nővére, Eleonóra, Germána királyné apai nagyanyja örökölte. Éppen Germána jogaira hivatkozva foglalta el a Navarrai Királyságot János nagybátyja és veje, II. Ferdinánd 1512-ben, és nyerte el a navarrai királyi címet, így Foix János lánya Navarra (Felső-Navarra) királynéjává vált. Navarra jogos uralkodója, Katalin királynő a királyságának a Pireneusokon túli kis csücskébe (Alsó-Navarra) szorult vissza. A „spanyol egység” ezzel a megszállással vált teljessé. Foix János fia Gaston (1489–1512) herceg volt, aki apja halála után szintén magát tekintette Navarra jogos örökösének.
János herceg 1495-ben részt vett VIII. Károly francia királynak a nápolyi koronáért folytatott hadjáratában, és Észak-Itáliában harcolt a Fornovo di Taro melletti csatában 1495. július 6-án. A francia király ekkor őt nevezte ki a Milánói Hercegség kormányzójává.

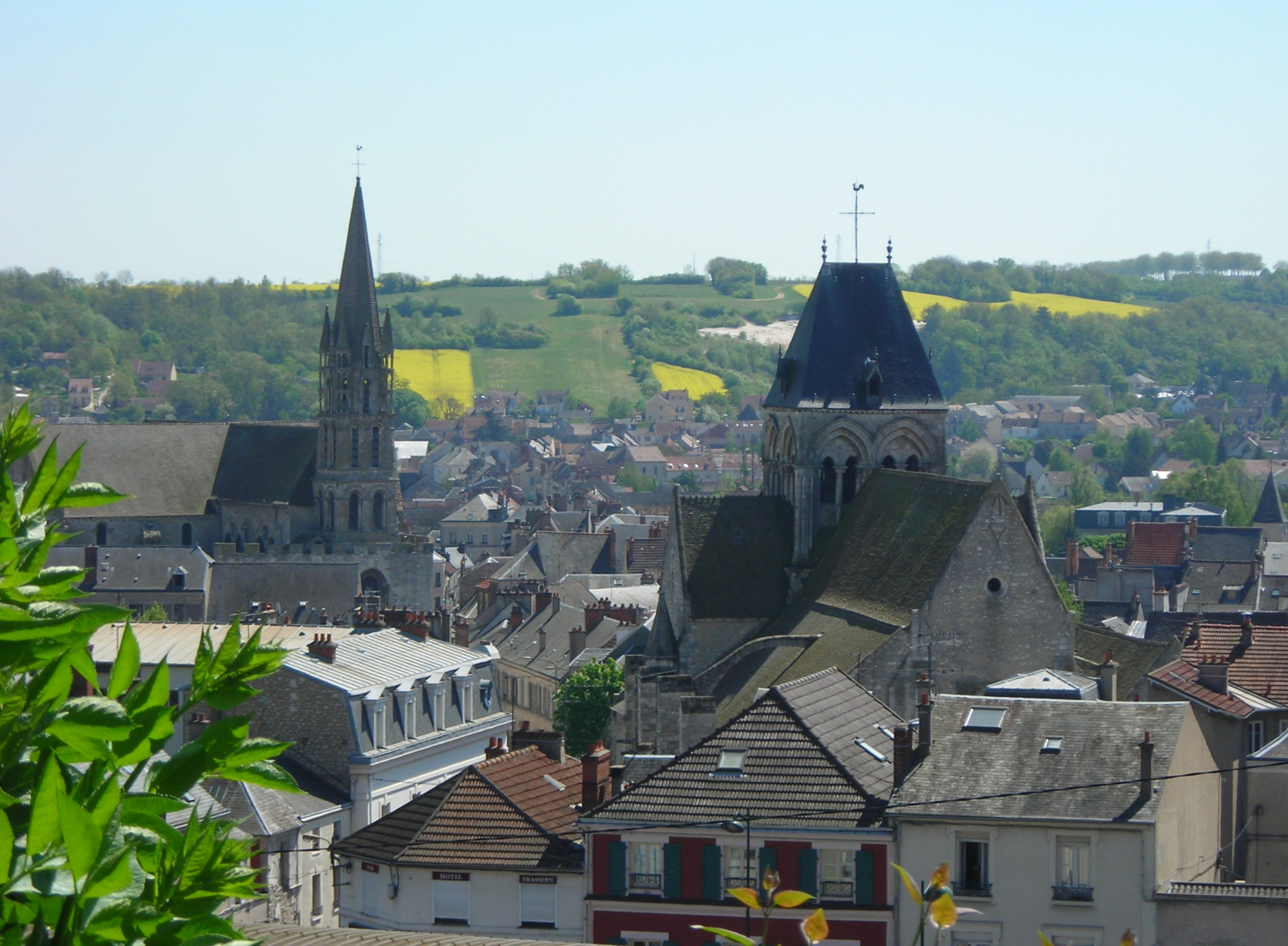
Étampes látképe

János herceg túlélte a feleségét, Mária hercegnőt, aki 1493-ban, még öccse trónra lépése előtt halt meg, de többször már nem nősült meg. János viszont megérte sógora, XII. Lajos francia királlyá válását 1498-ban.  1500. október 27-én Orléans-ban végrendelkezett, és 1500. november 5-én Étampes-ban halt meg. Étampes-ban is temették el. Halála után lánya, Germána hercegnő nagybátyja francia udvarába került, ahol a királyné, Bretagne-i Anna Germána elsőfokú unokatestvére volt, hiszen Anna francia királyné anyja János herceg középső húga, Foix Margit volt, akinek a férjét, II. Ferenc breton herceget követte Foix János az Étampes Grófság élén 1478-ban. A francia udvarban élt Foix János kisebb húgának, Foix Katalin hercegnőnek a szintén elárvult lánya, Candale-i Anna későbbi magyar királyné, akinek az apja, II. Gaston János candale-i gróf ugyancsak 1500-ban halt meg.

## Gyermekei
- Feleségétől, Valois Mária (1457–1493) orléans-i hercegnőtől, XII. Lajos (1498-tól) francia király nővérétől, 2 gyermek:
  - Germána (1488/90/92–1538) navarrai királyi hercegnő, 1. férje II. Ferdinánd (1452–1516) aragón király, 1 fiú, 2. férje Brandenburgi János (1493–1525) valenciai alkirály, nem születtek gyermekei, 3. férje Aragóniai Ferdinánd (1488–1550) calabriai herceg, IV. Frigyes nápolyi király és Balzo Izabella andriai hercegnő fia, nem születtek gyermekei, 1 fiú az 1. házasságából+1 természetes leány:
    - (1. házasságából): János (Valladolid, 1509. május 3. – Valladolid, 1509. május 3.), Girona hercege,[4] aragón trónörökös
    - (Házasságon kívüli kapcsolatából V. Károly (1500–1558) német-római császártól):[5] Izabella (1518–1537) kasztíliai királyi hercegnő (infánsnő)

  - Gaston (1489–1512) navarrai királyi herceg, navarrai trónkövetelő, Nemours hercege, Étampes grófja, Narbonne algrófja, francia főnemes, nem nősült meg, nem születtek gyermekei, jegyese Albret Anna (1492–1532) navarrai királyi hercegnő, I. Katalin navarrai királynő és III. János navarrai király elsőszülött gyermeke